# Жарновець (гміна)
Гміна Жарновець (пол. Gmina Żarnowiec) — сільська гміна у південній Польщі. Належить до Заверцянського повіту Сілезького воєводства.
Станом на 31 грудня 2011 у гміні проживало 4828 осіб.

## Територія
Згідно з даними за 2007 рік площа гміни становила 124.77 км², у тому числі:
- орні землі: 74.00%
- ліси: 22.00%

Таким чином, площа гміни становить 12.44% площі повіту.

## Населення
Станом на 31 грудня 2011:
| Опис     | Загалом | Загалом | Чоловіки | Чоловіки | Жінки | Жінки |
| -------- | ------- | ------- | -------- | -------- | ----- | ----- |
| одиниця  | осіб    | %       | осіб     | %        | осіб  | %     |
| все      | 4828    | 100     | 2416     | 50.04    | 2412  | 49.96 |
| міське   | 0       | 100     | 0        |          | 0     |       |
| сільське | 4828    | 100     | 2416     | 50.04    | 2412  | 49.96 |

## Сусідні гміни
Гміна Жарновець межує з такими гмінами: Вольбром, Козлув, Пілиця, Сендзішув, Слупія, Харшниця, Щекоцини.